# Comayagua (gmina)
Comayagua – gmina (municipio) w środkowym Hondurasie, w departamencie Comayagua. W 2010 roku zamieszkana była przez ok. 118,4 tys. mieszkańców. Siedzibą administracyjną jest Comayagua.

## Położenie
Gmina położona jest w środkowej części departamentu. Graniczy z 3 gminami:
- El Rosario i San Jerónimo od północy,
- Villa de San Antonio, Ajuterique, Lejamaní, Santiago de Puringla i La Paz od południa,
- Esquías, Cedros i Vallecillo od wschodu,
- Masaguara od zachodu.

## Demografia
Według danych honduraskiego Narodowego Instytutu Statystycznego na rok 2010 struktura wiekowa i płciowa ludności w gminie przedstawiała się następująco:
| Wiek      | 0–3    | 4–6   | 7–12   | 13–17  | 18–24  | 25–64  | 65+   | razem   |
| Comayagua | 12 725 | 8 845 | 17 185 | 13 392 | 17 572 | 44 405 | 4 282 | 118 406 |
| Mężczyźni | 6 597  | 4 546 | 8 725  | 6 716  | 8 798  | 21 206 | 1 828 | 58 417  |
| Kobiety   | 6 128  | 4 299 | 8 459  | 6 676  | 8 774  | 23 199 | 2 454 | 59 989  |